# 福島市立庭坂小学校
福島市立庭坂小学校（ふくしましりつ にわさか しょうがっこう）は、福島県福島市にある公立小学校である。

## 概要
福島市西部の吾妻地区北部とその周辺を通学区域とし、JR奥羽本線の近くに位置する。2022年現在、15学級288名の児童が在籍する。

## 沿革
出典
- 1873年（明治6年）10月30日 - 庭坂村森山の後藤七郎左右衛門氏宅に庭坂佐々木野小学校として開校。
- 1874年（明治7年）6月1日 - 庭坂小学校と改称。
- 1890年（明治23年） - 庭坂尋常小学校と改称。
- 1903年（明治36年）7月14日 - 町庭坂字休所15番地に移転。
- 1928年（昭和3年）7月14日 - 高湯分校設置。
- 1938年（昭和13年）12月28日 - 新校舎落成。
- 1941年（昭和16年）4月1日 - 国民学校令により、信夫郡庭坂村立国民学校と改称。庭坂中学校併置。
- 1947年（昭和22年）4月1日 - 学制改革により、信夫郡庭坂村立庭坂小学校と改称。
- 1954年（昭和29年）4月1日 - 庭坂・庭塚両村合併のため、信夫郡大庭村立庭坂小学校と改称。同日、庭坂中学校が、駅前に独立移転。
- 1956年（昭和31年）9月30日 - 野田・大庭・水保3村合併による吾妻村発足により、信夫郡吾妻村立庭坂小学校と改称。
- 1962年（昭和37年）
  - 3月31日 - 高湯分校廃止。
  - 11月1日 - 吾妻村の町制施行により、信夫郡吾妻町立庭坂小学校と改称。
- 1968年（昭和43年）10月1日 - 吾妻町の福島市への合併により、福島市立庭坂小学校と改称。
- 1983年（昭和58年）
  - 3月10日 - RC造三階建ての校舎が竣工する。
  - 3月25日 - 新校舎落成。
- 1985年（昭和60年）2月27日 - 新体育館落成。
- 1989年（平成元年）3月27日 - 水泳プール完成。
- 1997年（平成9年）5月18日 - 地区体協と共済の連合運動会開始。
- 2014年（平成26年）
  - 4月1日 - 特別支援学級「あたご」新設。
  - 11月 - 庭坂っこエコキャップ回収運動開始。
- 2015年（平成27年）
  - 4月1日 - 特別支援学級「わかたけ」新設。
  - 5月23日 - 「庭坂小唄」を全校生と地区民で踊り運動会で披露。
- 2016年（平成28年）1月5日 - 教室にエアコン設置。

## 教育方針
教育目標
- 自分で考え、判断し、よりよい生活ができる子ども

## 学校行事
| - 4月 - 5月 - 6月 | - 7月 - 8月 - 9月 | - 10月 - 11月 - 12月 | - 1月 - 2月 - 3月 |

## 通学区域
出典
- 大笹生（黒森山、長峯、沼小屋、黒森、森子沢、蕨平、和名場、中丸、川前、赤岩、大平、李平）
- 町庭坂（高湯、目洗川、砥石山、湯花沢、神ノ森を除く）

## 進学先中学校
- 福島市立吾妻中学校
- 福島市立信陵中学校[4]

## 周辺
- 清水寺 - 福島市道をはさんで、敷地が隣接。
- 愛宕神社 - 福島市道をはさんで、敷地が隣接。
- JR東日本奥羽本線（山形線） - 線路は近くを通るが、庭坂駅は少し離れている。
- 新積集会所
- 子育観音堂
- このほか、新積集会所以外の集会所や上記寺院以外の寺院も点在する。

## 交通
- JR東日本庭坂駅より徒歩約10分[5]。